# Tännesried
Tännesried ist ein Ortsteil der Gemeinde Thanstein im Oberpfälzer Landkreis Schwandorf in Bayern.

## Geographische Lage
Tännesried liegt ungefähr zwei Kilometer nordöstlich von Thanstein und etwa drei Kilometer westlich der Bundesstraße 22 am Mühlweiher der zusammen mit dem benachbarten Altdammweiher vom Gefällbach gespeist wird, der die Weiher unter dem Namen Rödlbach in östlicher Richtung verlässt.

## Geschichte

### Anfänge bis 18. Jahrhundert
Tännesried (auch: Tänesrieth, Denersrieth, Dennersrieth, Dämesried) wurde im Salbuch von 1499 mit einem Hof erstmals schriftlich erwähnt.
1582 gehörte Tännesried zur Pfarrei Thannstein, auf der Otto von Ebleben das Präsentationsrecht hatte.
Das Steuerbuch von 1631 verzeichnete für Tännesried einen Hof, vier Güter, ein Söldengut, zwei Mühlen, einen Inwohner (Hütmann), 33 Rinder, 7 Schweine und eine Ziege.
1631 werden für Tännesried 8 Anwesen aufgeführt, die alle die Wirren des Dreißigjährigen Krieges überstanden.
1717 hatte Tännesried 9 Häuser, darunter ein Hüthaus, 8 Höfe, 9 Feuerstätten und 8 Untertanen.
1785 gab es in Tännesried 8 Untertanen, darunter 2 Müller.
Ende des 18. Jahrhunderts gehörten die Orte Bach, Berg, Dautersdorf, Großenzenried, Hebersdorf, Jedesbach, Kulz, Pillmersried, Tännesried, Thanstein und Zengeröd zur Hofmark Thanstein. Besitzer war die Familie Holnstein.

### 19. Jahrhundert bis Gegenwart
Zu Beginn des 19. Jahrhunderts wurde staatlicherseits versucht die Verwaltungsstruktur zu vereinfachen und – gegen den zähen Widerstand der Besitzer – die Gerichtsbarkeit auf den Staat zu übertragen. Dieser Prozess verlief in mehreren Schritten.
Durch Säkularisation und Mediatisierung wurden die zersplitterten territorialstaatlichen Gebilde und die differenzierte Struktur der gerichts- und grundherrlichen Zuordnungen beseitigt und versucht, die gutsherrlichen Rechte nach und nach zu reduzieren.
Es wurden Landgerichte älterer Ordnung gebildet.
Entsprechend einer Verordnung von 1808 wurde das Landgericht Neunburg vorm Wald in 55 Steuerdistrikte unterteilt.
Dabei bildete Pillmersried mit den Ortschaften Berg, Pillmersried, Saxlmühl, Tännesried, Thannmühle und Weihermühle einen Steuerdistrikt.
Tännesried hatte zu dieser Zeit 7 Häuser und gehörte zur Hofmark Thanstein.
1820 wurden Ruralgemeinden gebildet.
Dabei entstand die Ruralgemeinde Berg, die aus der Ortschaft Berg mit 13 Familien, der Ortschaft Tännesried mit 7 Familien, der Ortschaft Thannmühle mit einer Familie und der Ortschaft Weihermühle mit einer Familie bestand.
Zum Stichtag 23. März 1913 (Osterfest) wurde Tännesried als Teil der Pfarrei Thanstein mit 7 Häuser und 39 Einwohnern aufgeführt.
Bis 1946 gehörte Tännesried zusammen mit Berg, Haindlhof, Kundlmühle, Weihermühle und Thannmühle zur selbständigen Gemeinde Berg.
Als 1946 die Gemeinde Berg aufgelöst wurde, kam Tännesried zur Gemeinde Thanstein.
Am 31. Dezember 1990 hatte Tännesried 17 Einwohner und gehörte zur Pfarrei Thanstein.